# San Isidro (Yamango)
San Isidro es una localidad peruana ubicada en el distrito de Yamango, perteneciente a la provincia de Morropón del departamento de Piura, al norte del Perú. 

## Ubicación
San Isidro se ubica al noreste de la provincia de Morropón, en el distrito de Yamango, en el departamento de Piura.

## Demografía
En 2017 San Isidro tenía una población de 31 habitantes.